# Pigen og drømmeslottet
Pigen og drømmeslottet er en dansk familiefilm fra 1974, skrevet og instrueret af Finn Henriksen efter en roman af Erik Nerløe. Filmen handler om forviklinger omkring et slot samt to unge mennesker, der bliver forelsket i hinanden. De to unge mennesker spilles af Lisbet Dahl og Lars Høy.

## Handling
Rigmor Vollesen (Karen Lykkehus) var tidligere vært for flere københavnske feriebørn, blandt andet Tine (Lisbet Dahl) og Bruno (Joen Bille). Tine kommer ved filmens begyndelse tilbage til tante Volle, som Rigmor blev kaldt af feriebørnene, for at hjælpe hende, da alderdommen er ved at trykke hende. Ved siden af tante Volles hus ligger slottet Rønnekilde, der for Tine stod som et eventyr. Imens er Bruno blevet involveret med nogle forbrydere, der har udset sig Rønnekilde som centrum for deres aktiviteter, og de forsøger at få Brunos hjælp til af få adgang til slottet via tante Volle. Bruno har en ide om, at hun ligger inde med nogle værdipapirer, der har med slottet at gøre, og han opsøger Volle for at få hende til at give ham disse papirer. Dette bliver Volle dog meget oprørt over, og i forbindelse med diskussionen får hun det dårligt, så Tine skynder sig op til slottet for at ringe efter en læge. 
På slottet møder hun Karsten Holgersen (Lars Høy), der er meget deprimeret som følge af, at hans forlovede, Sonja (Anette Karlsen), året forinden druknede dagen før, de skulle giftes. Tine møder også husholdersken Berthe (Lily Broberg), der er meget venlig over for den unge kvinde. Volle kommer på sygehuset, og mens hun er indlagt, overrasker Tine Bruno i at bryde ind hos hende. Berthe og de to medhjælpere på slottet, Stub (Karl Stegger) og Bette Ras (Paul Hagen), opfordrer Tine til at flytte ind på slottet, mens Volle er indlagt, og Tine oplever nu sin barndoms drøm om at bo på Rønnekilde gå i opfyldelse. Herskabet på slottet, Emma og Valdemar Holgersen (Kirsten Rolffes og Ole Monty) opdager hendes tilstedeværelse, men overtales af Berthe til at lade hende blive. Tines ophold på slottet får også en positiv effekt på Karsten, der liver helt op igen, og de to unge mennesker tiltrækkes af hinanden. Økonomien er streng på slottet, da Valdemar har været involveret i en række fejlslagne projekter.
På hospitalet får Volle hjælp af en advokat (John Larsen) til at skrive testamente, der gør Tine til enearving. Bruno og Sonja, der viser sig ikke at være død, er gamle venner, og Bruno vil nu have Sonja til at hjælpe sig med at få adgang til Rønnekilde. De møder op på slottet som fætter og kusine, og Karsten er både glad og forvirret for at genfinde Sonja, men han har jo også følelser for Tine. Tine indser, at der ikke er plads til hende. Hun tager nu på besøg på hospitalet blot for at erfare, at Volle er død. Hun vender tilbage til slottet i fortvivlelse og trøstes af Berthe, men rejser efterfølgende tilbage til København. Hun opdager derfor ikke, at Karsten indser, at det er Tine, han elsker, og han kan ikke finde hende. 
Bruno og Sonja opholder sig i Volles hus, da advokaten kommer for at finde Tine angående testamentet. Bruno får nu Sonja til at overtage Tines identitet, og de overbeviser advokaten om, at Sonja er Tine. Bruno og Sonja bliver nu overladt de papirer vedrørende slottet; det viser sig at være skødet, og Bruno kan nu få den adgang til slottet, som hans forbrydervenner forlangte af ham. Han får sat familien Holgersen ud, og forbryderne flytter ind, idet Berthe dog bliver der. Karsten flytter ind i Volles hus, mens forældrene flytter til København. Her møder de tilfældigvis Tine, der arbejder som stuepige på et hotel, og hun får nu at vide, at Karsten ikke længere er forlovet med Sonja; hun øjner nyt håb. 
Tine vender tilbage til slottet og bliver ansat som stuepige. Advokaten har fortsat nogle ting at tale med Tine om, og han ringer til slottet, hvor det tilfældigvis er den rigtige Tine, der tager telefonen. Hun indfinder sig nu på advokatens kontor og beviser sin identitet, hvorpå advokaten alarmerer politiet. Tine opsøger Karsten, og de finder sammen igen. I mellemtiden trækker det op til forbrydergruppens klimaks, der viser sig at være modtagelsen af et stort parti smuglervarer. Stub og Bitte Ras hjælper forklædt som cateringpersonale politiet med at komme ind, hvilket lykkes, netop som Tine er ved at at blive afsløret. Bruno er fuld af hævntørst og nær ved at dræbe Tine, da Karsten og senere politiet kommer hende til undsætning. 
Da forbryderne er arresteret, og der er faldet ro over slottet, afslører Tine, at hun er den retmæssige ejer af Rønnekilde, og hun og Karsten falder hinanden om halsen: De kan nu komme til at leve sammen på drømmeslottet.

## Medvirkende
Blandt de medvirkende i filmen er:
- Lisbet Dahl - Tine Simonsen
- Lars Høy - Karsten Holgersen
- Paul Hagen - Bette Ras
- Karl Stegger - Stub
- Lily Broberg - Berthe Vestergaard, husbestyrerinde
- Joen Bille - Bruno Børgesen
- Anette Karlsen - Sonja
- Karen Lykkehus - Rigmor Vollesen
- Kirsten Rolffes - Emma Holgersen, Karstens mor
- Ole Monty - Valdemar Holgersen, Karstens far
- Hardy Rafn - Mortensen
- Lars Lunøe - forbryderbagmand
- Flemming Quist Møller - Trikki
- Per Bentzon Goldschmidt - vagtmand
- Louis Miehe-Renard - Poulsen, kriminalkommissær
- Erik Frederiksen - Otzen, kriminalassistent
- John Larsen - Sandhøje, advokat
- Lilli Holmer - sekretær
- Peter Ronild - Krausel
- Søren Steen - Fritz Horne
- Michel Hildesheim - radiooperatør
- Knud Hallest - Lund, læge
- Søren Strømberg - receptionist
- Alvin Linnemann - brugsuddeler
- Arne Hansen - chauffør
- Helle Ryslinge - kvinde i kollektiv
- Toni Biering - pige hos smuglerne
- Lill Christensen - pige hos smuglerne
- Klaus & Servants - poporkester

## Baggrund og indspilning
Giesegård på Midtsjælland lagde eksteriør til filmoptagelserne af Rønnekilde, mens Bøssemagerhuset fra 1735 i Hellebæk udgjorde tante Volles hus. Filmens manuskript var baseret på en bestseller af Erik Nerløe, der også var kendt som forfatter til en række føljetoner i Familie Journalen.
Pigen og drømmeslottet var Lisbet Dahls debutfilm. I sin selvbiografi skriver hun, at det var meningen, at hun skulle have haft en langhåret paryk på til rollen, men at hun endte med at få kort hår; hun mente selv, at det var en af de første film, hvor den kvindelige hovedrolle havde kort hår.

## Modtagelse
Filmen blev ikke den store publikumssucces, idet der blot blev solgt 24.098 billetter, hvilket gjorde den til den sjettebedst sælgende danske film fra 1974.